# 沟渠蝇虎
沟渠蝇虎（学名：Plexippus petersi）为跳蛛科蝇虎属的动物。分布于东南非洲、新几内亚、马来群岛、日本、越南以及中国大陆的湖南、广东、广西、云南、海南等地。该物种的模式产地在东南非洲。